# Plechelmus
De heilige Plechelmus of Pleghelm, achtste eeuw, Ierland / Northumbria, 15 juli, was een monnik, bisschop en als missionaris werkzaam in het Frankische Nederland en het Duitse grensgebied.

## Levensloop
Plechelmus was monnik, missionaris en bisschop, en volgens zijn tiende-eeuwse vita was hij van Ierse afkomst. De oudste vermelding van zijn naam, Pleghelm, staat in de zogeheten Liber Vitae Dunelmensis, een handschrift uit een van de hierna genoemde Britse kloosters. De namen uit dit handschrift stammen uit de periode 679-840 en werden rond 840 in dit Liber Vitae - dat bewaard wordt in de British Library te Londen - in met zilver en goud versierde letters opgeschreven. Vanuit het klooster Lindisfarne of het (vooral door Beda bekend geworden) dubbelklooster Wearmouth Jarrow in Northumbria reisde Plechelmus rond het midden van de achtste eeuw naar het Europese vasteland. Ten tijde van Pepijn de Korte, Frankische koning tussen 751 en 768, werkte Plechelmus als missionaris en had daarbij de kloosters te Prüm en Echternach in de Eifel als uitvalsbasis. Van daaruit trok hij naar het noorden, samen met zijn metgezel Otger.
De Westfaalse plaats Stadtlohn, vlak bij de Nederlandse grens gelegen, heeft Otger als patroon en vermoedelijk ook als stichter van de kerk aldaar. Ook de kerk van Groningen - sinds de dertiende eeuw gewijd aan Sint-Maarten - had oorspronkelijk Otger als patroon, en waarschijnlijk eveneens als stichter.
Plechelmus is sinds 954 patroon van de kapittelkerk van Oldenzaal (momenteel de Sint-Plechelmusbasiliek geheten), een kerk die hij vermoedelijk rond het jaar 765 zelf had gesticht en bij die gelegenheid wijdde aan de heilige Silvester. Er zijn verder géén andere kerken bekend die reeds vóór het jaar 1000 aan Plechelmus gewijd waren.
Plechelmus is volgens zijn tiende-eeuwse Vita (of Leven) in het klooster te Sint Odiliënberg bij Roermond gestorven en begraven, evenals zijn metgezellen Wiro en Otger. De oudste vermelding van Plechelmus voor wat betreft het bisdom Utrecht dateert uit het laatst van de tiende eeuw. In het zogeheten Psalterium van Wolbodo uit die jaren staat zijn naam (Pleghelm) in de litanie van heiligen vermeld, samen met die van een aantal andere, in het bisdom Utrecht vereerde heiligen.
Bisschop Balderik - bisschop van 917 tot 977 - liet de relieken van Plechelmus, Wiro en Otger verheffen, hetgeen gelijkstaat met een heiligverklaring. Inderdaad is bij opgravingen in de kerk van Sint Odiliënberg een tiende-eeuws reliekengraf gevonden.

Sinds 1686 is de kerk van Sint Odiliënberg gewijd aan de heiligen Wiro, Plechelmus en Otger. Twentse Plechelmuskerken zijn als afsplitsing van de Oldenzaalse Sint-Plechelmusparochie in de 17e en 18e eeuw ontstaan te Rossum, Deurningen en Saasveld. Ook de dorpskerk van De Lutte is aan hem gewijd. In 2004 is het 1050-jarig jubileum gevierd van de Sint-Plechelmusparochie te Oldenzaal. Bij die gelegenheid is een jubileumboek uitgegeven dat de nieuwste stand van zaken weergeeft betreffende het onderzoek naar deze heilige. Ook is in 2004 een reconstructie tot stand gekomen van de middeleeuwse gregoriaanse gezangen voor de feestdag - 15 juli - van Plechelmus in zijn kerk te Oldenzaal: het Plechelmusofficie. De gezangen werden uit laatmiddeleeuwse handschriften uit Nederland, België, Duitsland en Oostenrijk gereconstrueerd door Guus Goorhuis en Ike de Loos.

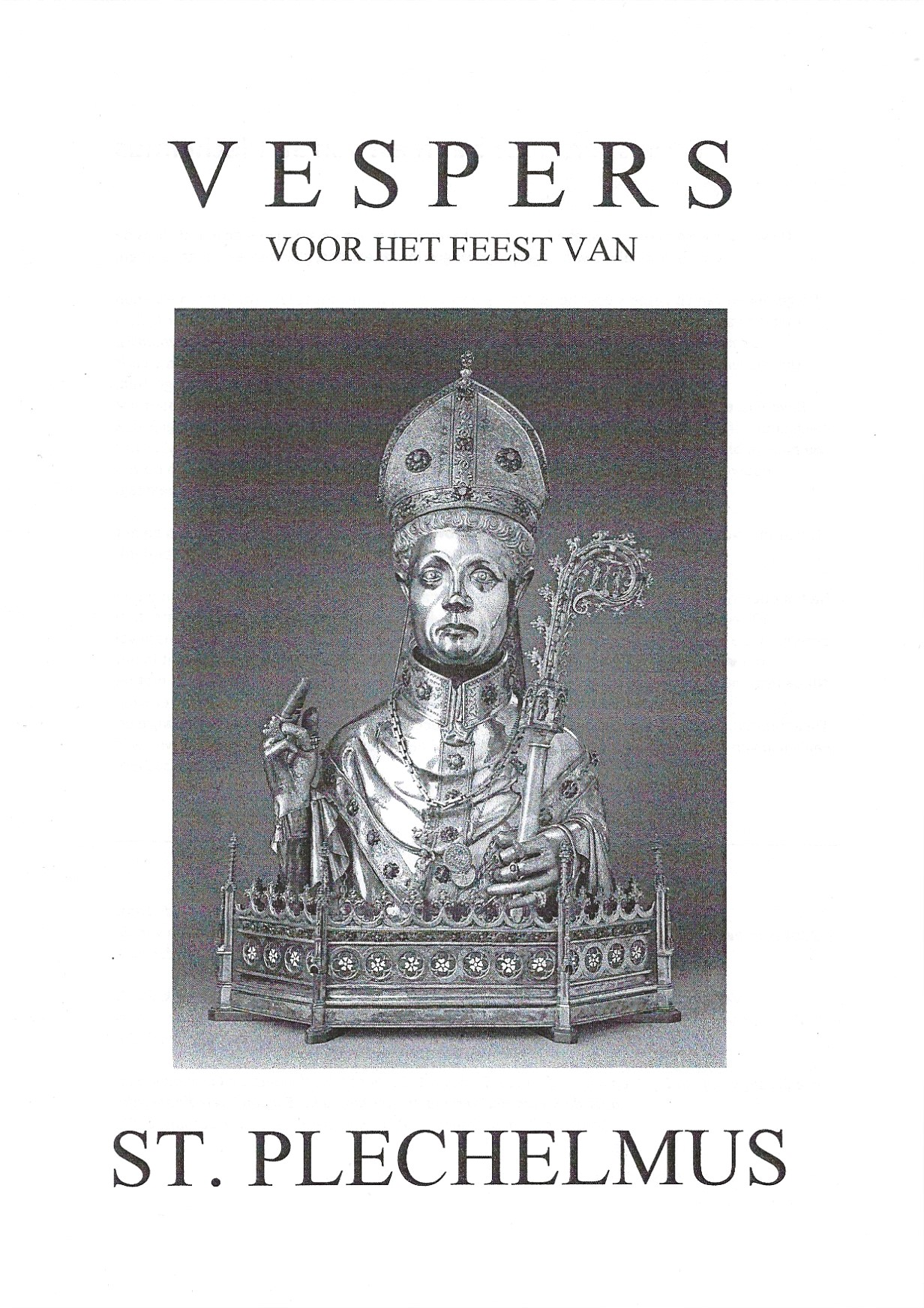
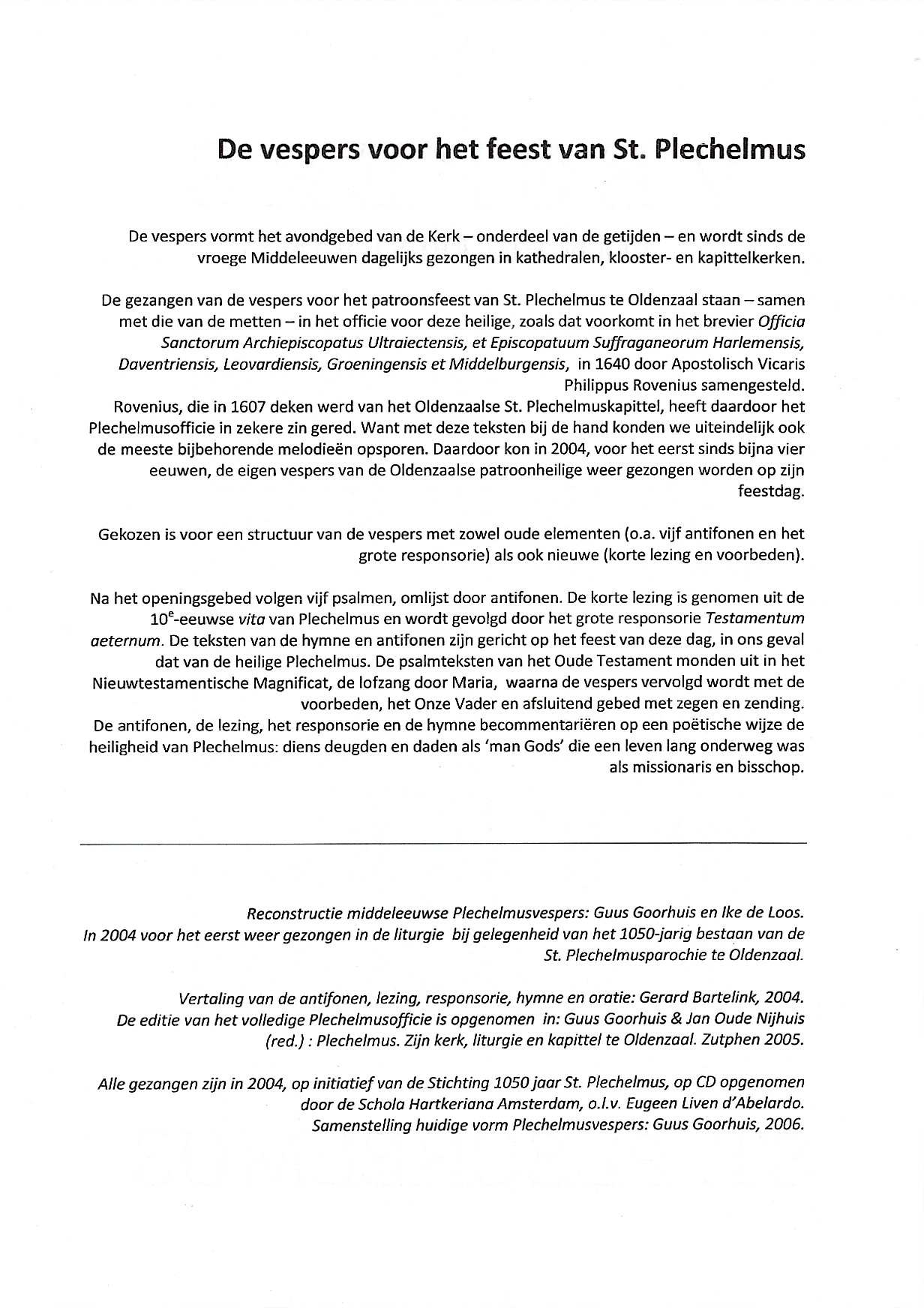
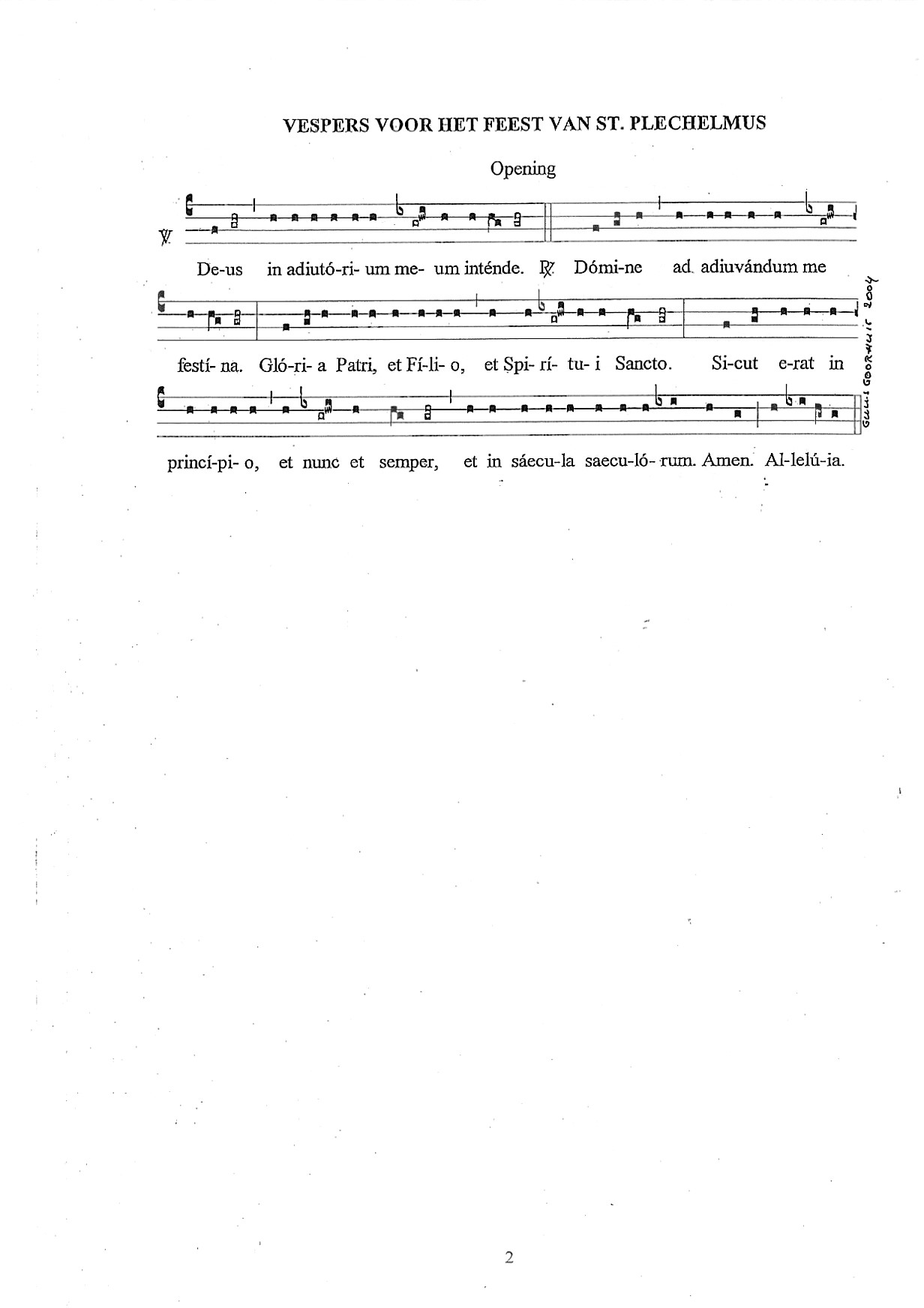
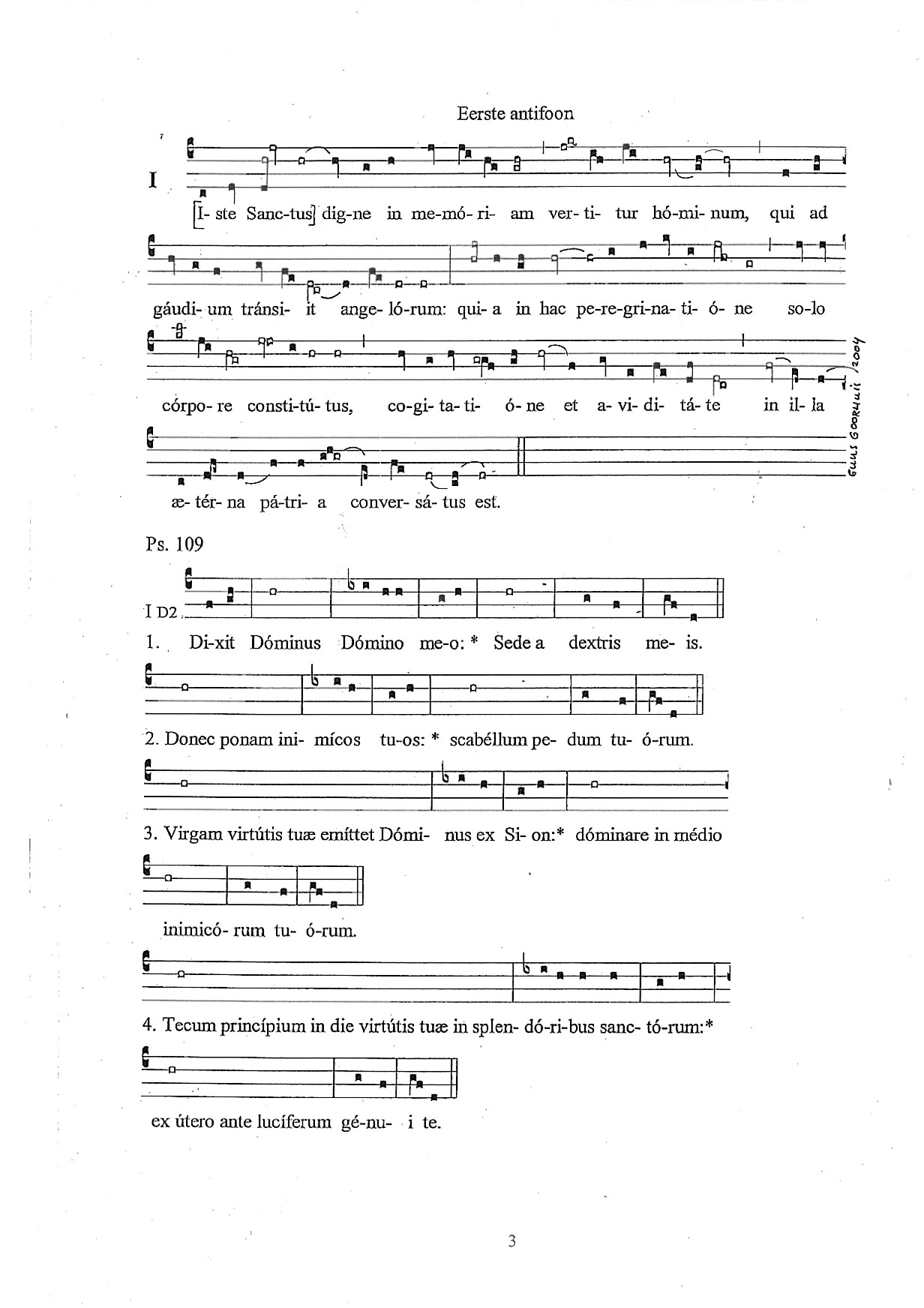
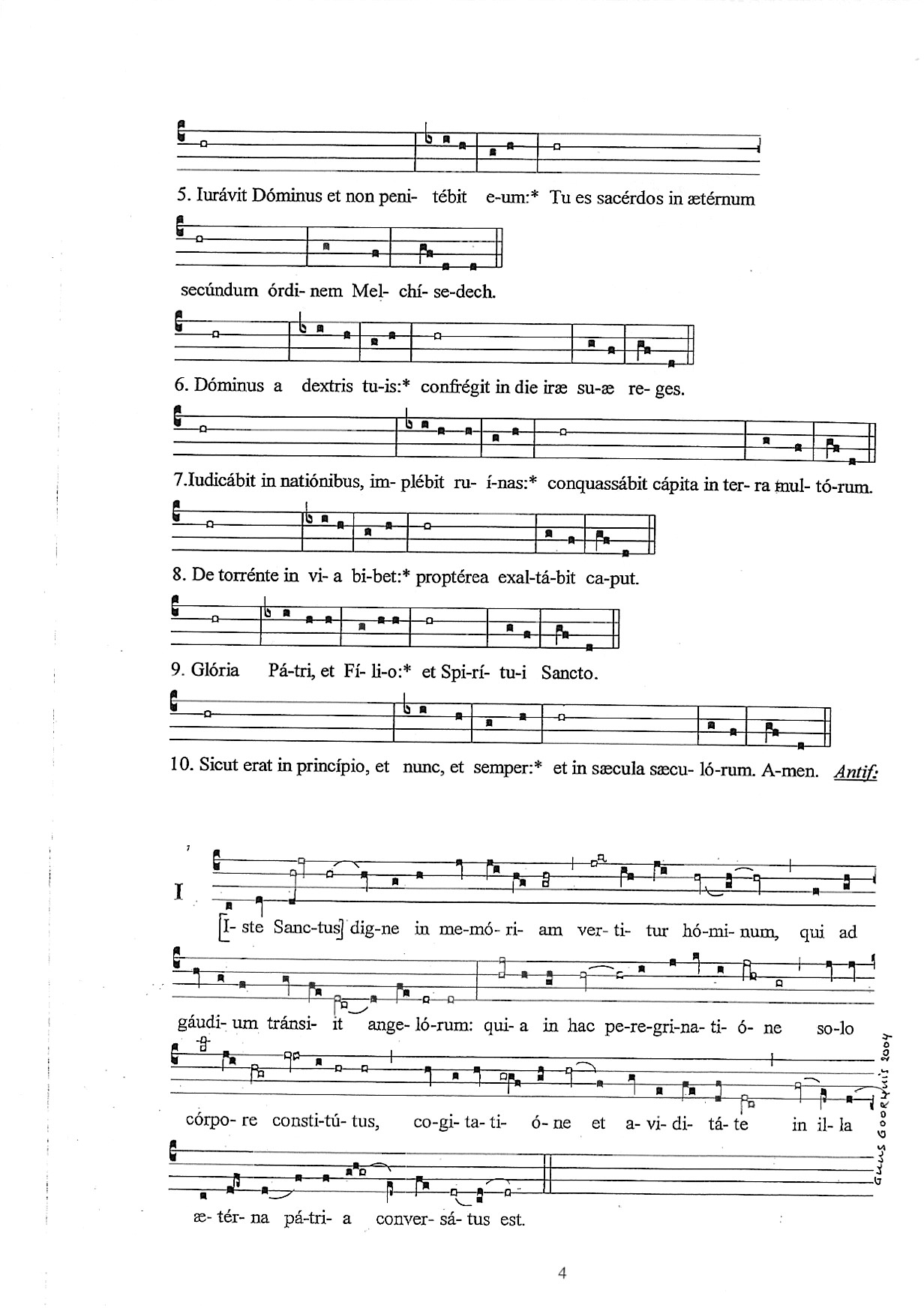
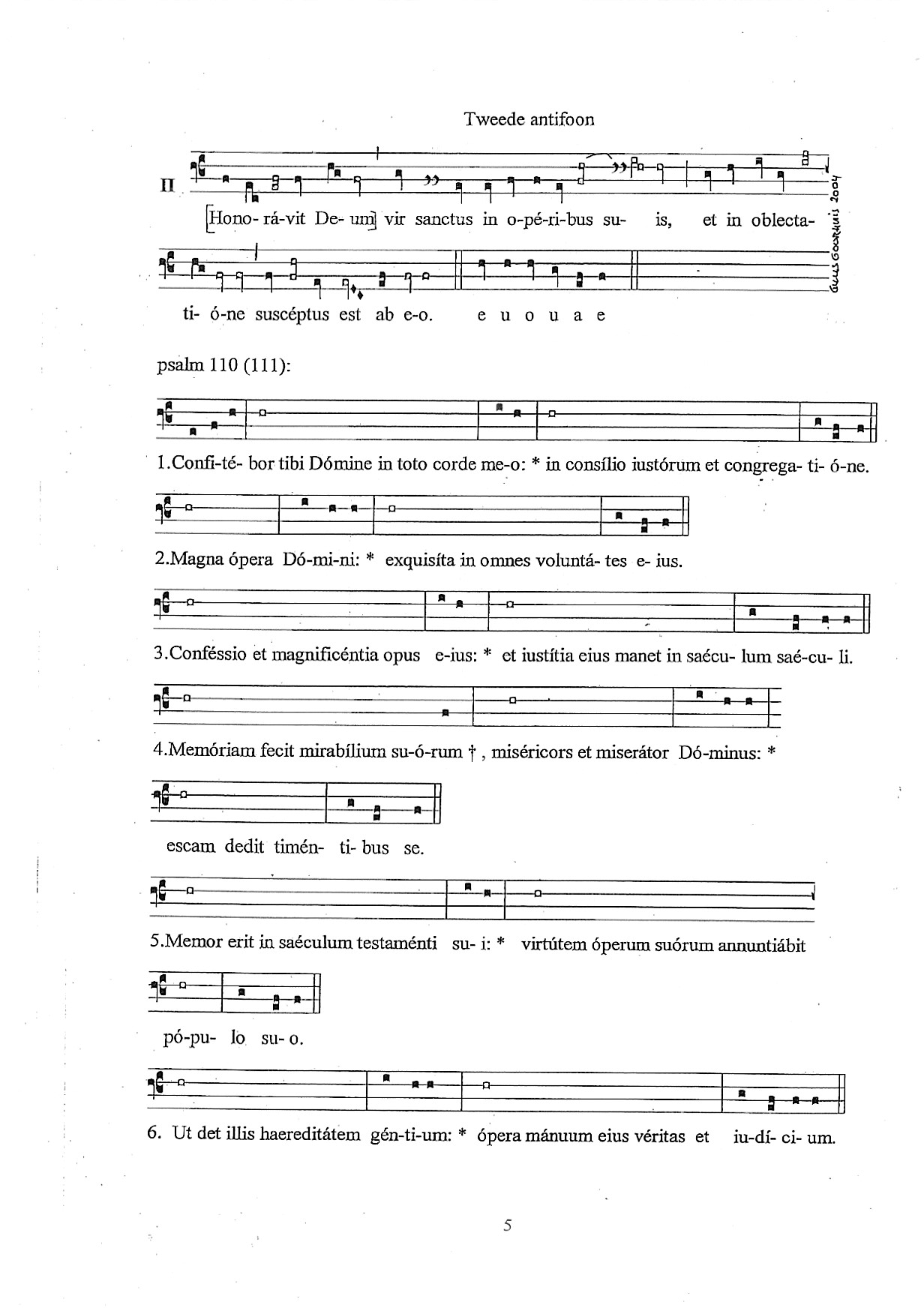
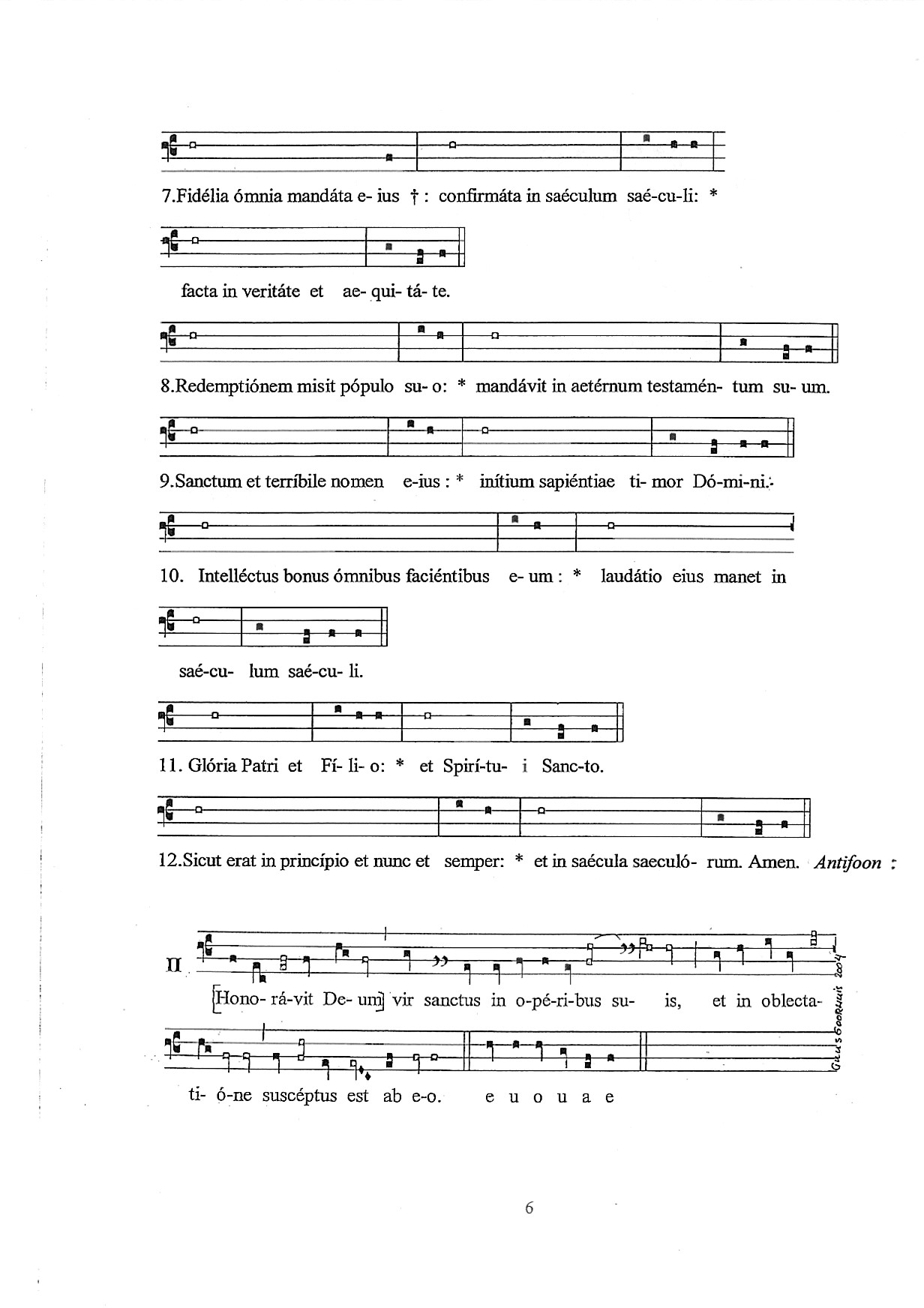
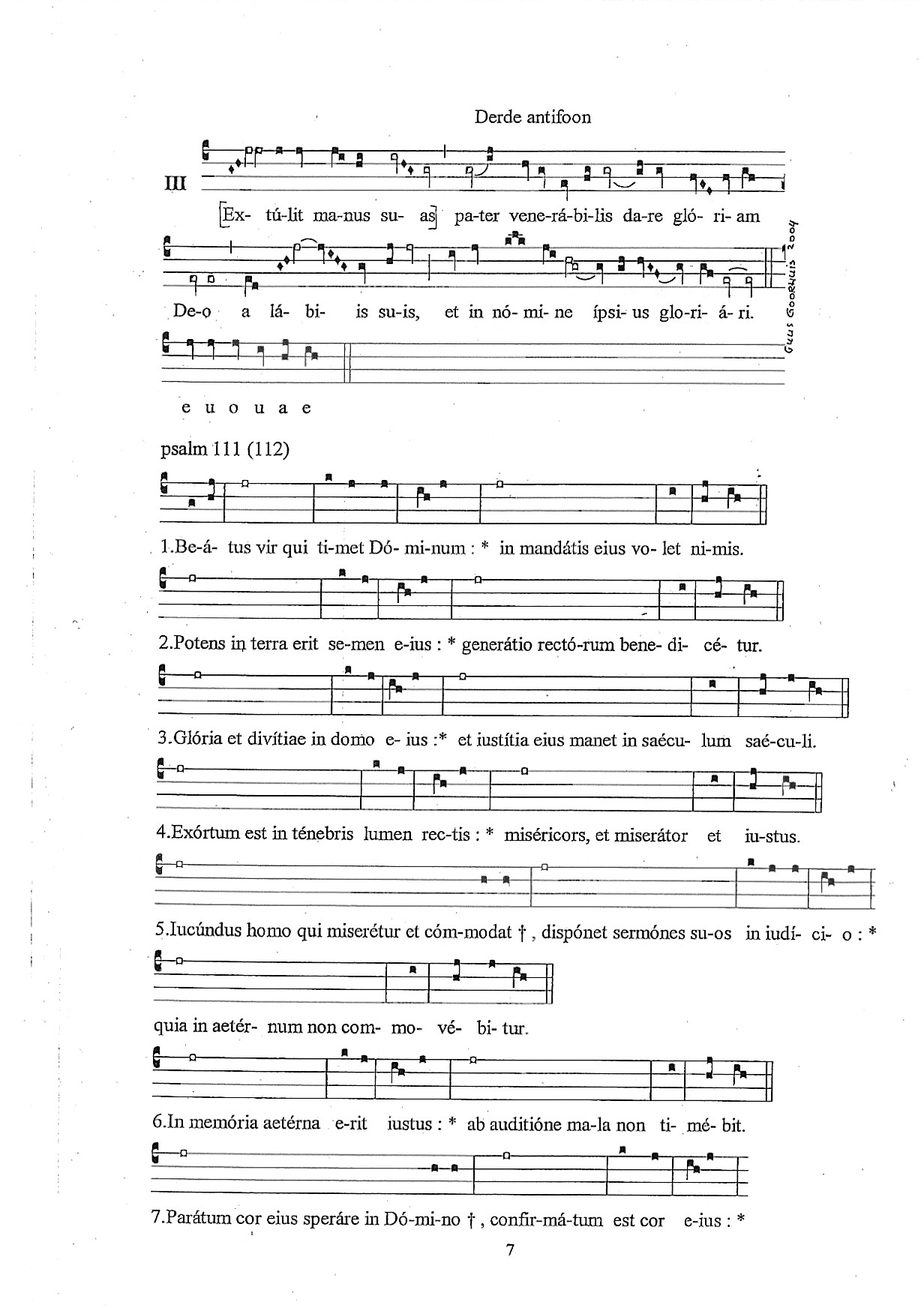
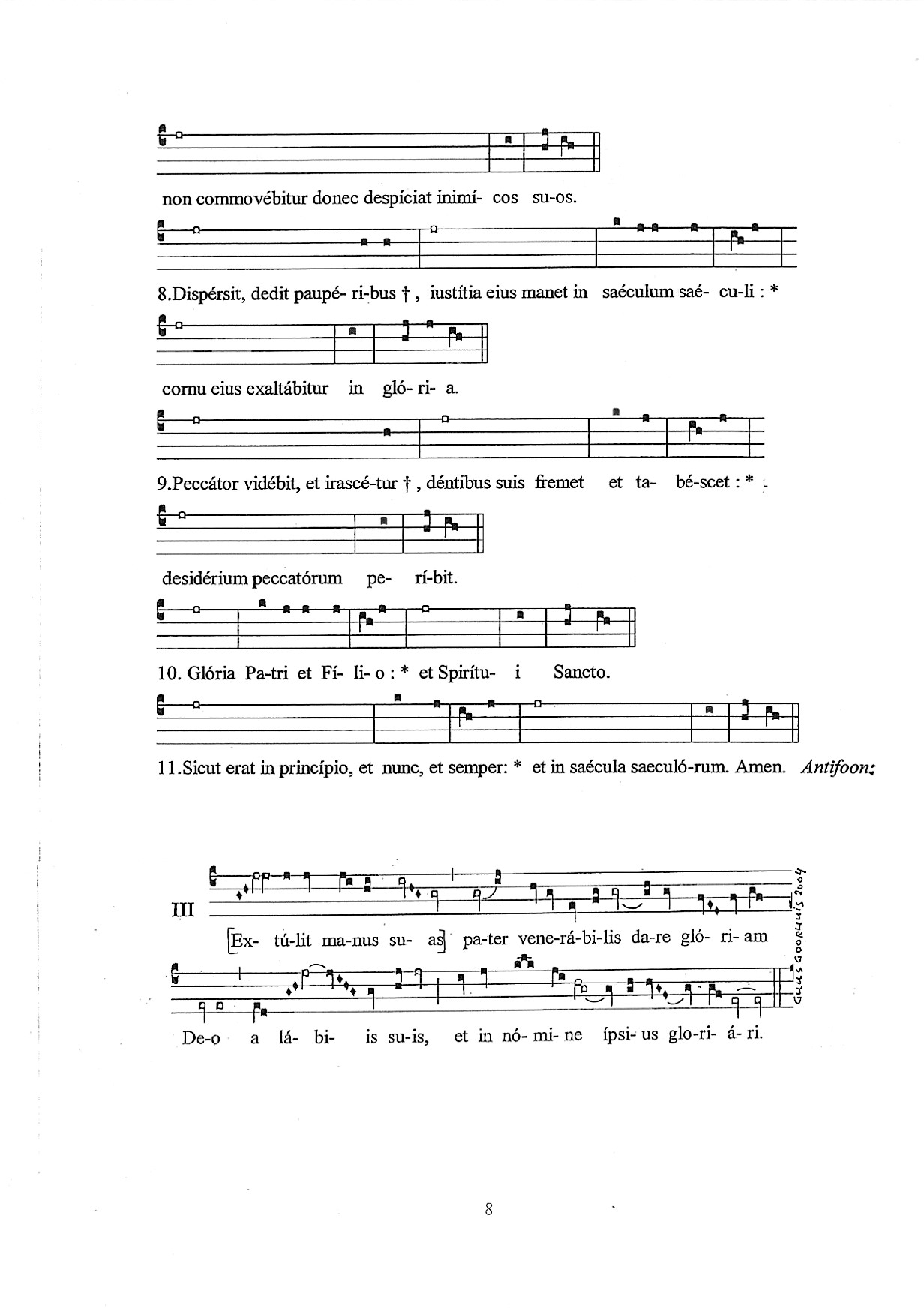
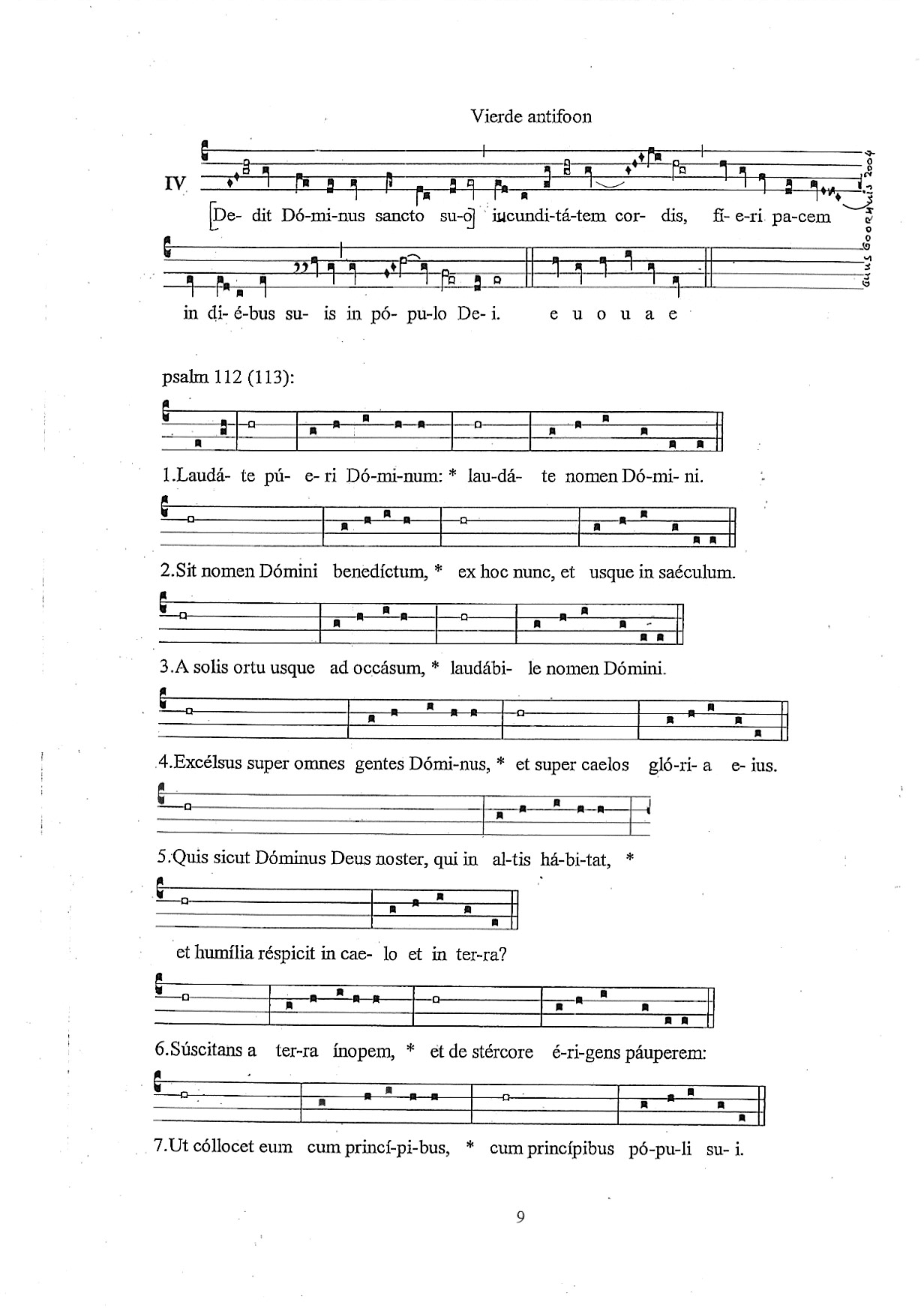
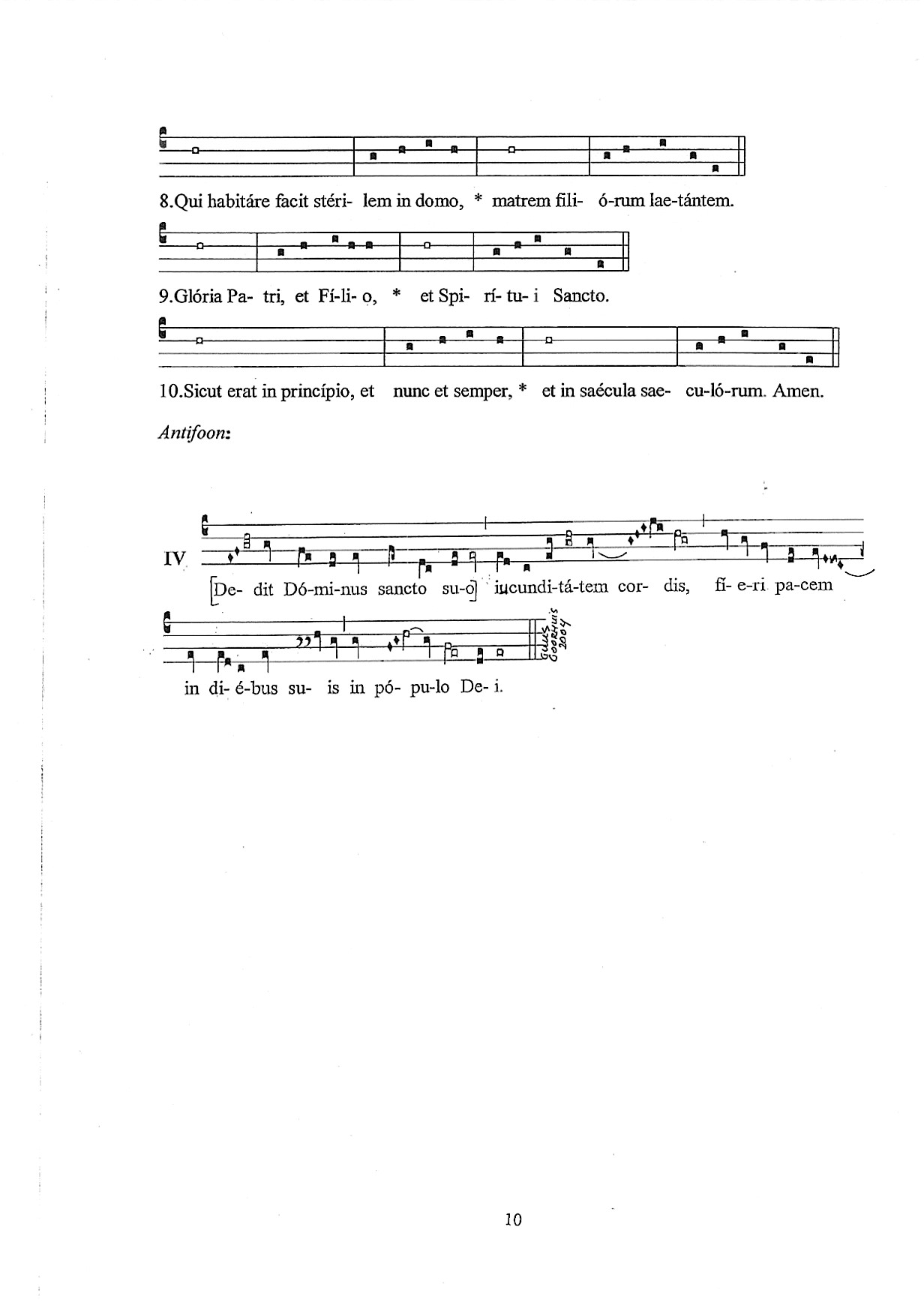
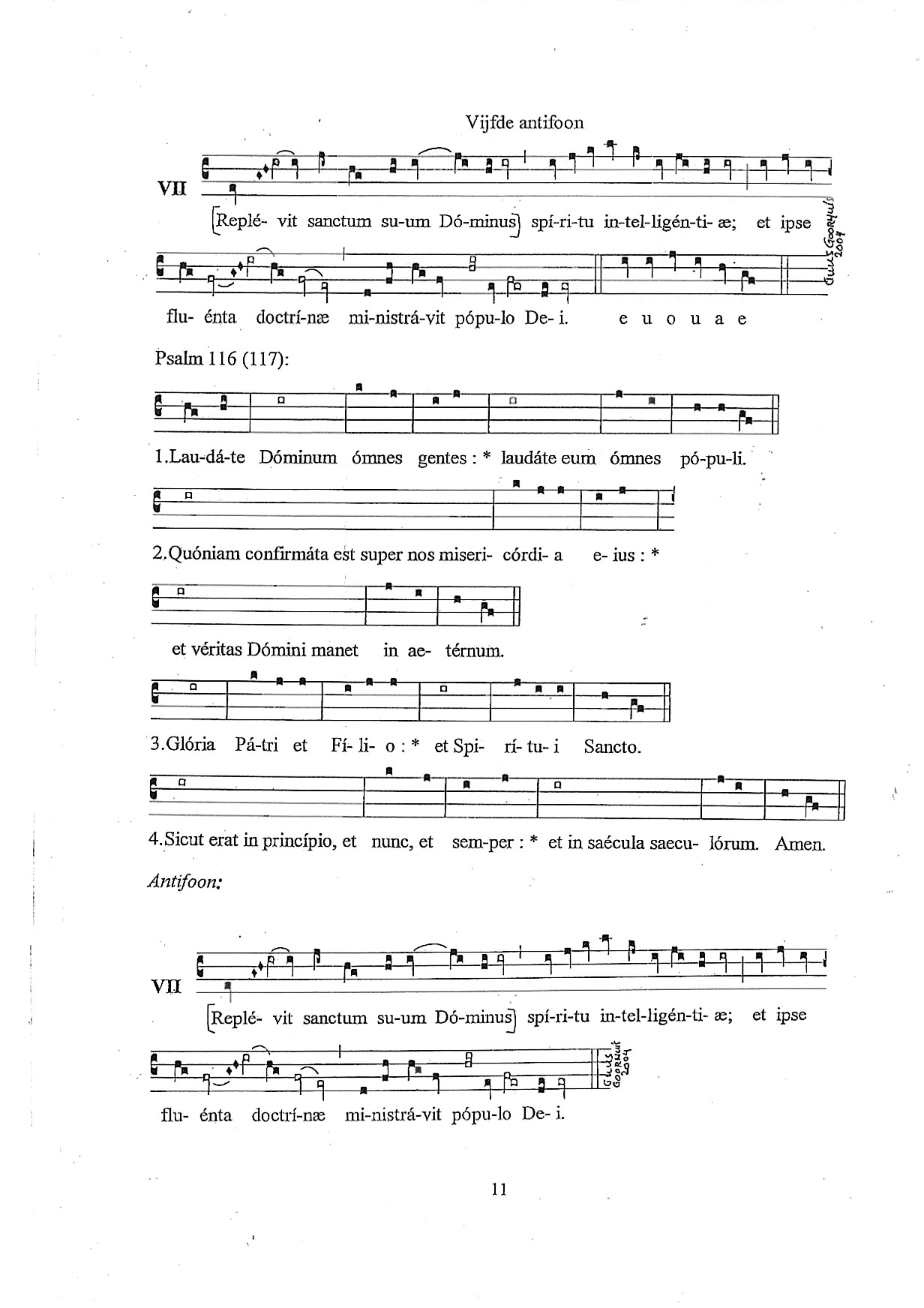
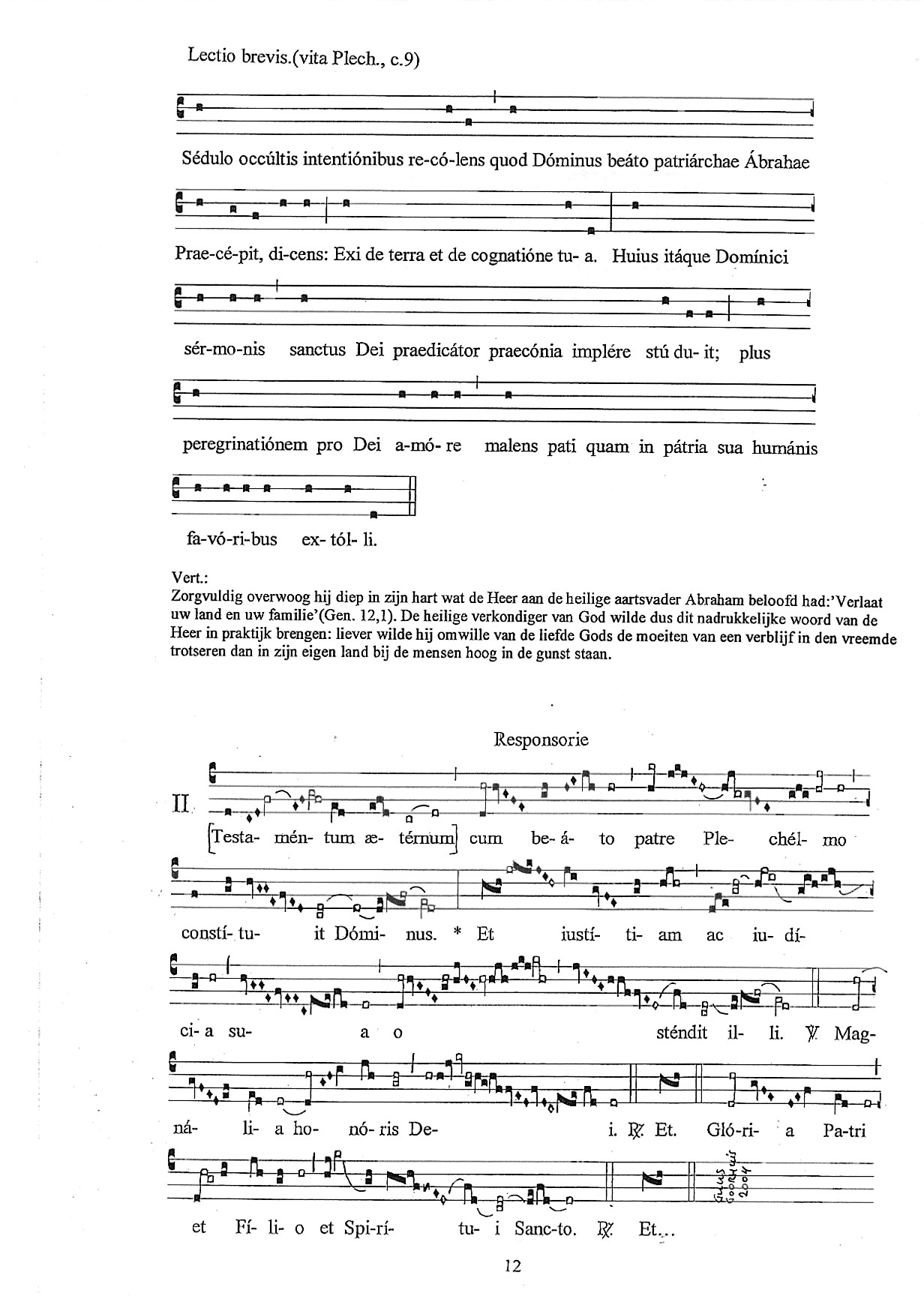
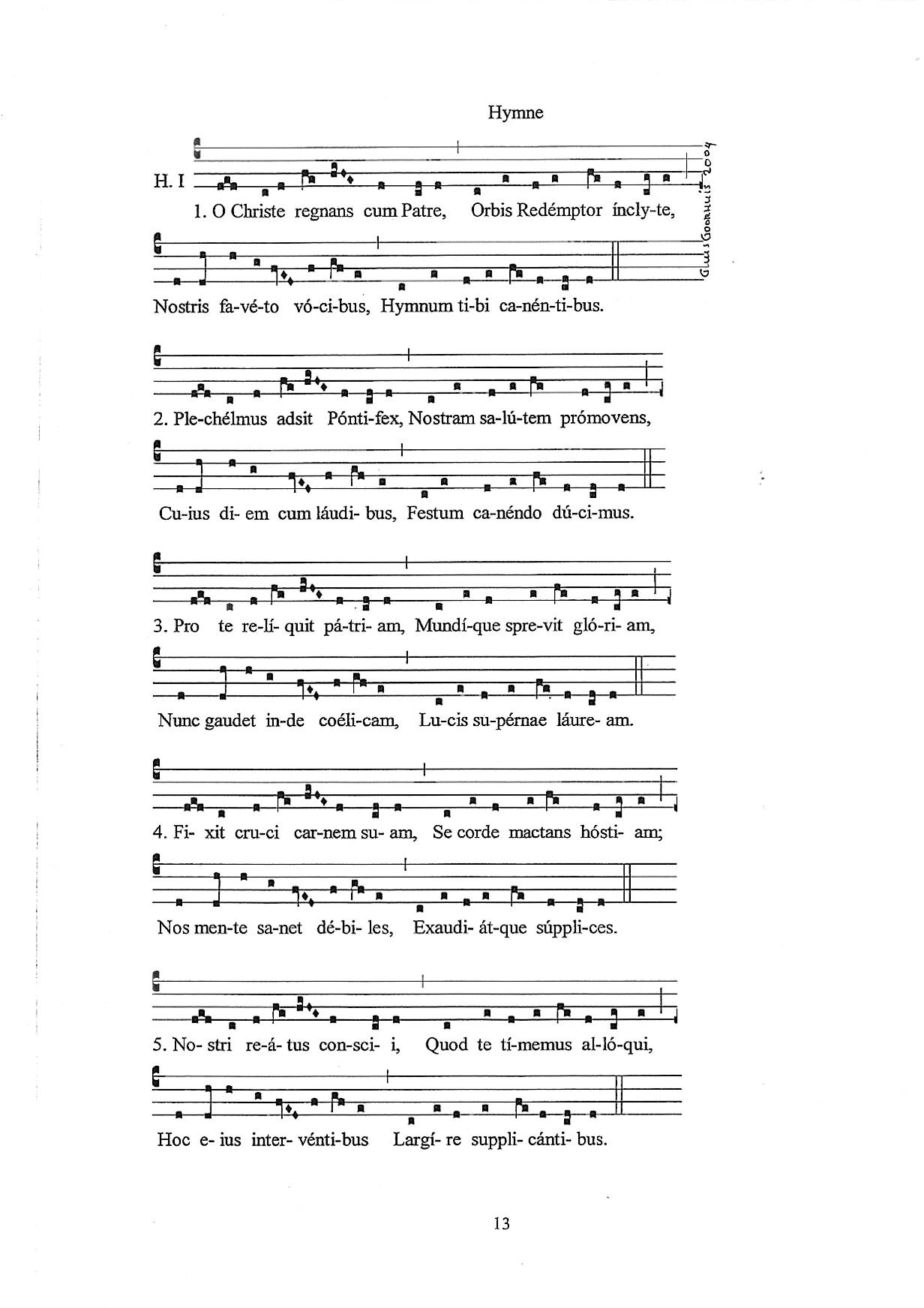
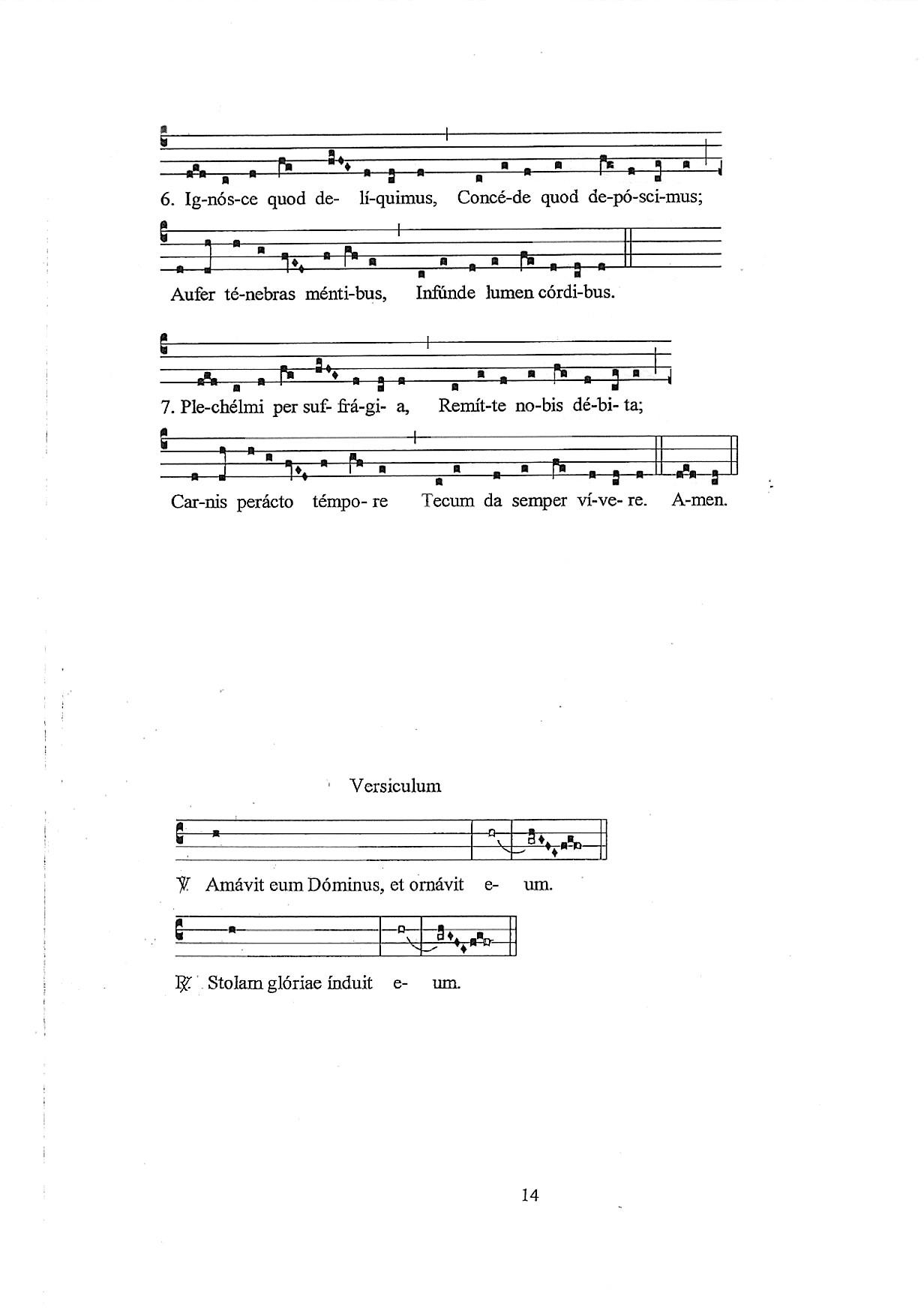

## Verering

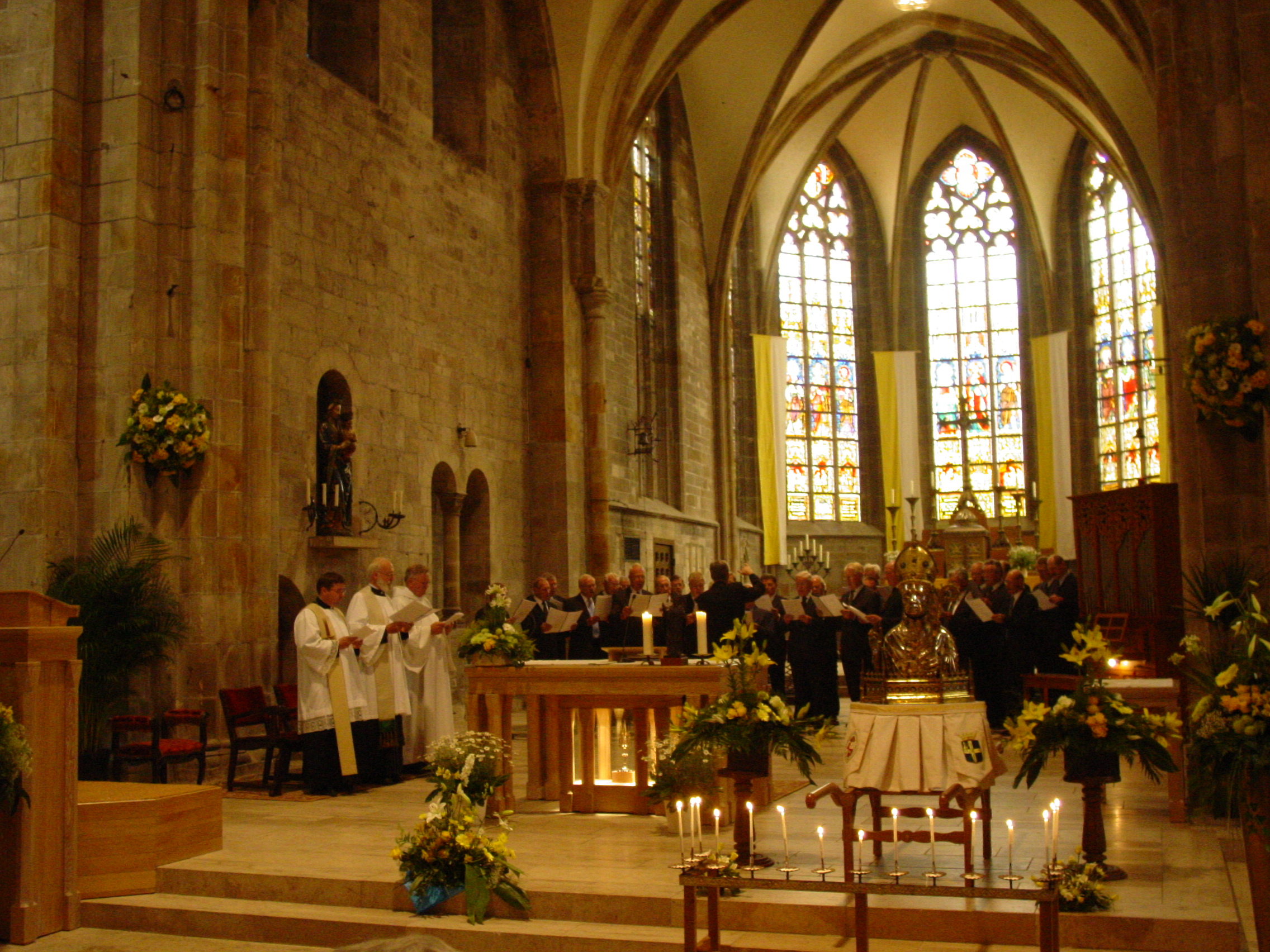
Interieur van de Sint-Plechelmusbasiliek

De feestdag van de heiligen Wiro, Plechelmus en Otger in Sint Odiliënberg is jaarlijks op 8 mei. De feestdag van Plechelmus te Oldenzaal is volgens de kerkelijke kalender op 15 juli, maar er wordt jaarlijks plechtig gevierd op de zaterdag en zondag voorafgaand aan de laatste week van het schooljaar van het basisonderwijs. Dit patroonsfeest vindt plaats in de Sint-Plechelmusbasiliek, met zowel eucharistie als vespers.

## Folklore
Volgens een 18e-eeuwse overlevering probeerde Plechelmus in Venlo de daar aanwezige heidense verering van Valuas en zijn vrouw uit te roeien. Hij deed dit door in naam van het christendom ‘hun beelden’ te verwoesten. Het verhaal wil dat de Venlonaren vanaf dat moment grote reuzepoppen van Valuas en zijn vrouw meedroegen tijdens de jaarlijkse carnavalsoptocht.